# 髟部
髟部（）は、漢字を部首により分類したグループの一つ。
康熙字典214部首では190番目に置かれる（10画の4番目、亥集の4番目）。

## 概要

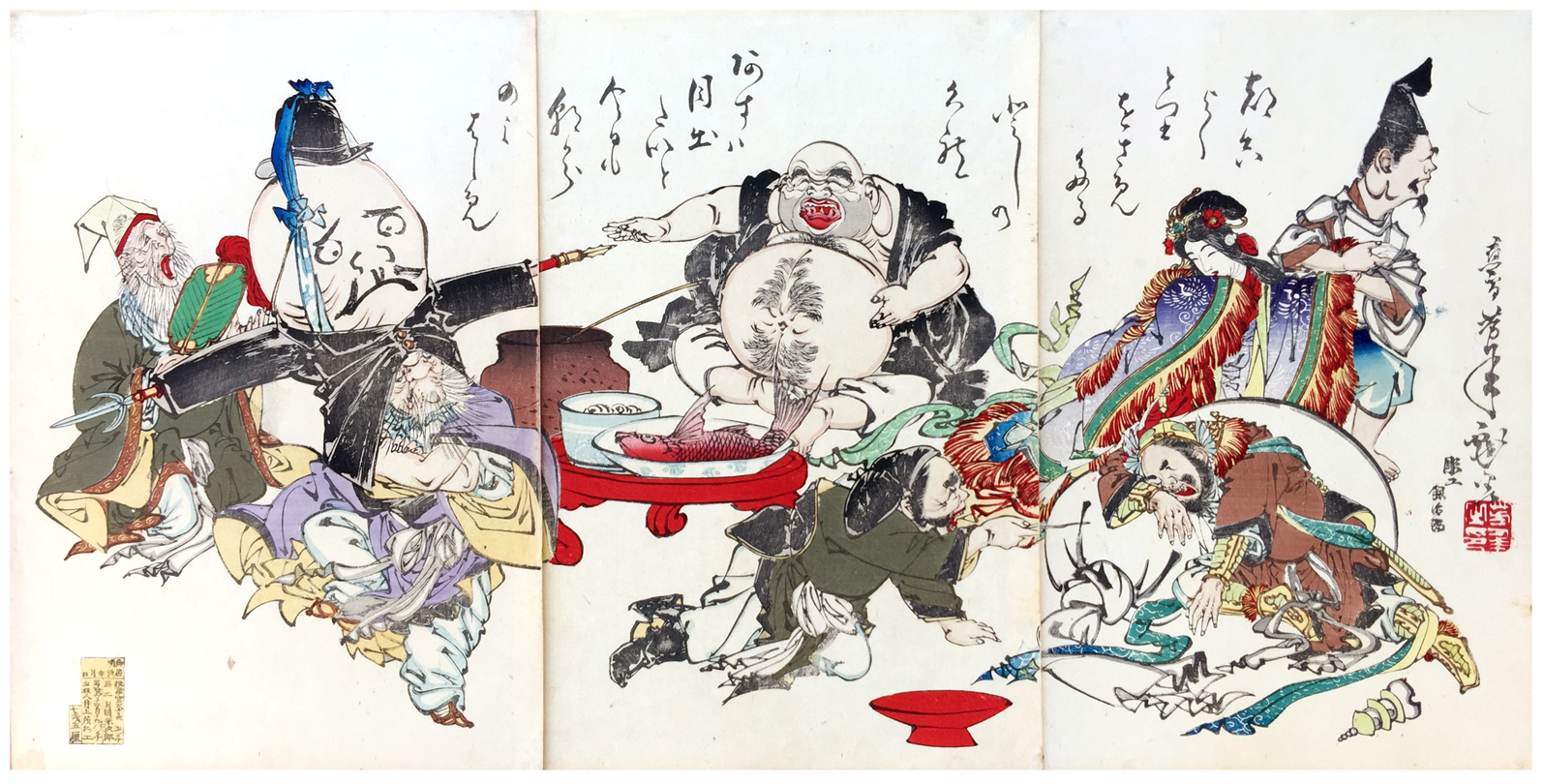

髟部には「髟」を筆画の一部として持つ漢字を分類している。
単独の「髟」字は髪が長い様を表す。その字源は髪の長い人を象る象形文字である。『説文解字』では「長」と「彡」とを組み合わせた文字と説明されているが、甲骨文字や金文の形を見ればわかるようにこれは誤った分析である。
「髟」は偏旁の意符としては毛髪や頭髪につける装飾品、髪型、またはひげに関することを示す。このとき上部の冠の位置に置かれ、上下構造を作ることが多い。

## 部首の通称
- 日本：かみがしら・かみかんむり
- 韓国：터럭발밑부（teoreok bal mit bu、けの髪のかしらの部）
- 英米：Radical hair

## 部首字
髟
- 中古音
  - 広韻 - 甫遥切、宵韻、平声
  - 集韻 - 卑遥切、宵韻、平声
  - 詩韻 - 蕭韻、平声
  - 三十六字母 - 幫母
- 現代音
  - 普通話 - ピンイン：biāo 注音：ㄅㄧㄠ ウェード式：piao1
  - 広東語 - Jyutping:biu1 イェール式:biu1
- 日本語 - 音：ヒョウ（ヘウ）（漢音）
- 朝鮮語 - 音：표(pyo) 訓：머리 늘어질（meori neureojil、髪の毛が伸びた）

## 例字
- 髟
  - 5:髢・髻・髮（髪4）髭・髯・鬚・鬘・鬢・鬣